# セントルイス・ブルース (アイスホッケー)
セントルイス・ブルース（St. Louis Blues）は、アメリカ合衆国ミズーリ州セントルイスを本拠としているナショナルホッケーリーグ（NHL）所属のプロアイスホッケーチームである。
チーム名は同名のブルースにちなんで名付けられた。

## 歴史
セントルイス・ブルースは、1967年にNHLに新たに6チーム（エクスパンション・シックスと呼ばれる。）が参加しその加盟チーム数がちょうど2倍となったときのチームの一つである。このとき事実上既存チームのトッププレーヤー達は新規加入チームへの移籍を禁じるという規制ルールがあり、エクスパンションシックスのチームの足かせとなっていた。
設立当時のブルースは、 最初にリン・パトリック 、ついでスコティ・ボウマン (Scotty Bowman) がコーチを務め、これらの両コーチがそれぞれ就任する度に3年連続でスタンレー・カップ決勝に進出したにもかかわらず、結局優勝は一度もできなかった。ここで注目すべき点としては、NHLの拡大に伴ってプレーオフのフォーマットが改定された折、エクスパンションシックスはすべて同じ地区に配置されたために新チームは必ず既存の6チーム（オリジナルシックスと呼ぶ。）と決勝で対戦しなければならなかったことがある。事実、これらのカップ決勝での敗戦のなかには、2度の対モントリオール・カナディアンズ戦、1度のボストン・ブルーインズ戦が含まれている。
初期のチームの戦力は、ダグ・ハーヴェイ(Doug Harvey)、ジャック・プラント (Jacques Plante) 、ディッキー・ムーア (Dickie Moore) といった高年齢のカムバック選手に加え、若手のレッド・ベレンソン(Red Berenson) 、ボブ・パラガー(Bob Plager) 、バークレイ・プラガー(Barclay Plager)といったところで占められていた。
その後のセントルイスはスタンレー・カップ進出は果せず、せいぜいカンファレンス決勝に2度出場といった成績が続く。1970年代を通じてブルースは、大抵勝率5割を下回る成績しか残せなかったが、これは主にチームの財政的な危機に原因がある。
1980年までにラルストン・プリナ(Ralston Purina)がチームに投資を行い、 ベレンソンコーチの指揮の下、ウェイン・バビチ(Wayne Babych)が54ゴールを叩き出し、バーニー・フェデルコ (Bernie Federko) がフォワードとしてチームの得点に絡みだすと、レギュラーシーズンにはリーグ2位の成績を収めた。しかしこの年のプレーオフでは第2ラウンドでニューヨーク・レンジャースに第6試合で敗退し、ファンの期待を裏切った。
この後も勝率5割以下に低迷するが1982年にもプレーオフに再進出するが、またもチームは氷上外でも出来事につまづく。Purina がチームへの投資を引き上げ、アリーナを閉鎖してしまうのである。チームは1983年にカナダのサスカチュワン州サスカトゥーンへの転出を模索するが、NHLはビル・ハンター (Bill Hunter) 率いる投資グループへのチーム売却に難色を示し（この背景にはサスカトゥーンの人口の少なさから興行面で疑問を抱く者が多数を占めたとされている。）、NHL自身がチームを買収することで決着をみた。
その後、ハリー・オーネスト(Harry Ornest)がNHLからチームを買収すると、チームは氷上の内外で懸念材料が減って他チームと競争できる体制が整った。1982年チームにドラフト指名されたダグ・ギルモア (Doug Gilmour) は、スーパースターとしての頭角を現した。1986年にはカップ準決勝でカルガリー・フレームスと対戦する。第6試合ではダグ・ウィッケンハイザー(Doug Wickenheiser)が延長戦でゴールを決めたが、最終戦では2対1で涙を飲む。
その夏にはディメアがライバルチームのデトロイト・レッドウイングスに転籍するが、チームはその後もバタバタと歩みを続ける。ゼネラルマネージャーのロン・キャロン (Ron Caron) はリーグでも抜け目がない男として知られ、1980年代後半から1990年代初頭にかけてブレット・ハル 、アダム・オーツ 、カーティス・ジョセフ (Curtis Joseph) 、ブレンダン・シャナハン (Brendan Shanahan) 、アル・マキニス(Al MacInnis) らを獲得している。この期間は、チームは優勝を争えるような陣容を整えていたが、プレーオフでは第2ラウンド進出さえ果せなかった。
ブレット・ハルは、この当時もNHL最高のスター選手であり、1990-1991 シーズンにはNHL全体でもウェイン・グレツキーに次ぐ86ゴールを決めた（なお、グレツキーは1996年に短期間であるが、セントルイス・ブルースでプレーしている。）。その前年にはチームはレギュラーシーズン第2位でプレーオフ第2ラウンドまで進みミネソタ・ノーススターズを破って積年のプレイオフでの鬱屈を晴らした。
ゼネラルマネージャー兼コーチにマイク・キーナン (Mike Keenan) が起用されると、ただちに大きなチーム改革に乗り出した。例えば、ブレンダン・シャナハンを放出し代わりにベテランのウェイン・グレツキーを加入させた（翌年にニューヨーク・レンジャースに移籍）。
ファンもそしてチームオーナーもマイク・キーナンの改革方針には懐疑的で、キーナンは1996年に解雇された。
その後再びロン・キャロンがジゼネラルマネージャーに復帰するが、フリーエージェント制度の流れはもはや誰にも止めようがなかった。ブレット・ハルは1998年にダラス・スターズに移籍し、テキサス州での1年目に早々とスタンレー・カップ優勝を経験した。
1995年にハートフォード・ホエーラーズから獲得したディフェンスのクリス・プロンガー (Chris Pronger) やパボル・デミトラ(Pavol Demitra) 、ピエール・タージョン 、アル・マキニス(Al MacInnis) 、ゴーリーのロマン・タレク(Roman Turek)などの選手がいるおかげで、ブルースは優勝争いが狙えるチーム力を維持し続けた。
1999 - 2000 のレギュラーシーズンにはNHL全チームで最高成績を収め、会長賞 (Presidents' Trophy) を獲得している。しかし、プレーオフではサンノゼ・シャークスの前に第1ラウンド第7戦で敗れた。
2001年、チームは西カンファレンス決勝に駒を進めたが、このときもコロラド・アバランチに第5試合で敗退した。 
かくしてチームは、積年の凡庸な成績と「次のステップへ勧めないチーム」という不名誉なレッテルにも拘らず、1980年以来プレーオフには毎年進出を重ねている。事実セントルイス・ブルースは、創立以来3度しかプレーオフ進出を逃していないのである。
しかし、2005-06シーズン、2006-07シーズンでは二年連続してプレイオフ進出を逃している。
2006-07シーズンのオフ、ブルースは日系カナダ人のスーパースター、ポール・カリヤを獲得した。

## スタンレーカップ戦績

### 優勝
1回 ( 2019 )

### 準優勝
3回 ( 1968・1969・1970 )